# Quartiere Cogne
Il Quartiere Cogne (in francese Quartier Cogne) è un quartiere di Aosta, situato nella parte occidentale della città.

## Geografia
Si trova nella parte occidentale della città, delimitato a nord da via Capitano Jean-François Chamonin, a est da via Monte Vodice, a sud da Corso Battaglione Aosta e a ovest da via Monte Grivola.

## Storia
Il quartiere Cogne nasce all'inizio del XX secolo su impulso dell'acciaieria Cogne, alla ricerca di abitazioni da concedere in uso agli operai attratti in Valle d'Aosta e provenienti dalle altre regioni d'Italia. Fino al 1920, infatti, la presenza degli operai era limitata ed era caratterizzata esclusivamente dalla manodopera addetta alla costruzione dello stabilimento. Si impose pertanto il problema di progettare e realizzare delle nuove zone residenziali per accogliere l'ingente numero di lavoratori che sarebbero stati assunti dalla fabbrica.
La sua costruzione venne progettata in linea con i principi razionalistici del tempo e seguendo l'utopia industriale dei fratelli Perrone. Il quartiere avrebbe dovuto riunire in un unico spazio tutti i lavoratori della fabbrica riproducendo, nelle diverse tipologie di abitazioni e spazi, la gerarchia adottata nello stabilimento. furono previste delle case più semplici e spartane per gli operai, di maggior pregio per gli impiegati, e di lusso per i dirigenti. Il quartiere doveva distinguersi dal resto della città non solo per lo stile architettonico e i materiali utilizzati, ma anche per i volumi delle abitazioni. 
Per la costruzione del quartiere operaio, era prevista l'urbanizzazione di un'area agricola a ovest della caserma degli Alpini e a nord della strada per il Piccolo San Bernardo, l'attuale Corso Battaglione. Per l'approvvigionamento idrico, fu creato un sistema di pozzi per fornire acqua potabile che venne distribuita gratuitamente agli abitanti del quartiere.
All'inizio degli anni 2000, il quartiere ha conosciuto sacche di disagio sociale ed è stato teatro di delinquenza, dimenticato dalle istituzioni, tanto da guadagnarsi l'appellativo di Bronx della Valle d'Aosta. Per rimediare a questa situazione, nel corso degli anni 2010 l'amministrazione comunale ha iniziato una profonda opera di riqualificazione del quartiere, trovando pronta risposta da parte della società civile e delle organizzazioni di cittadini dell'area.